# Barackenkirche Graz-Liebenau

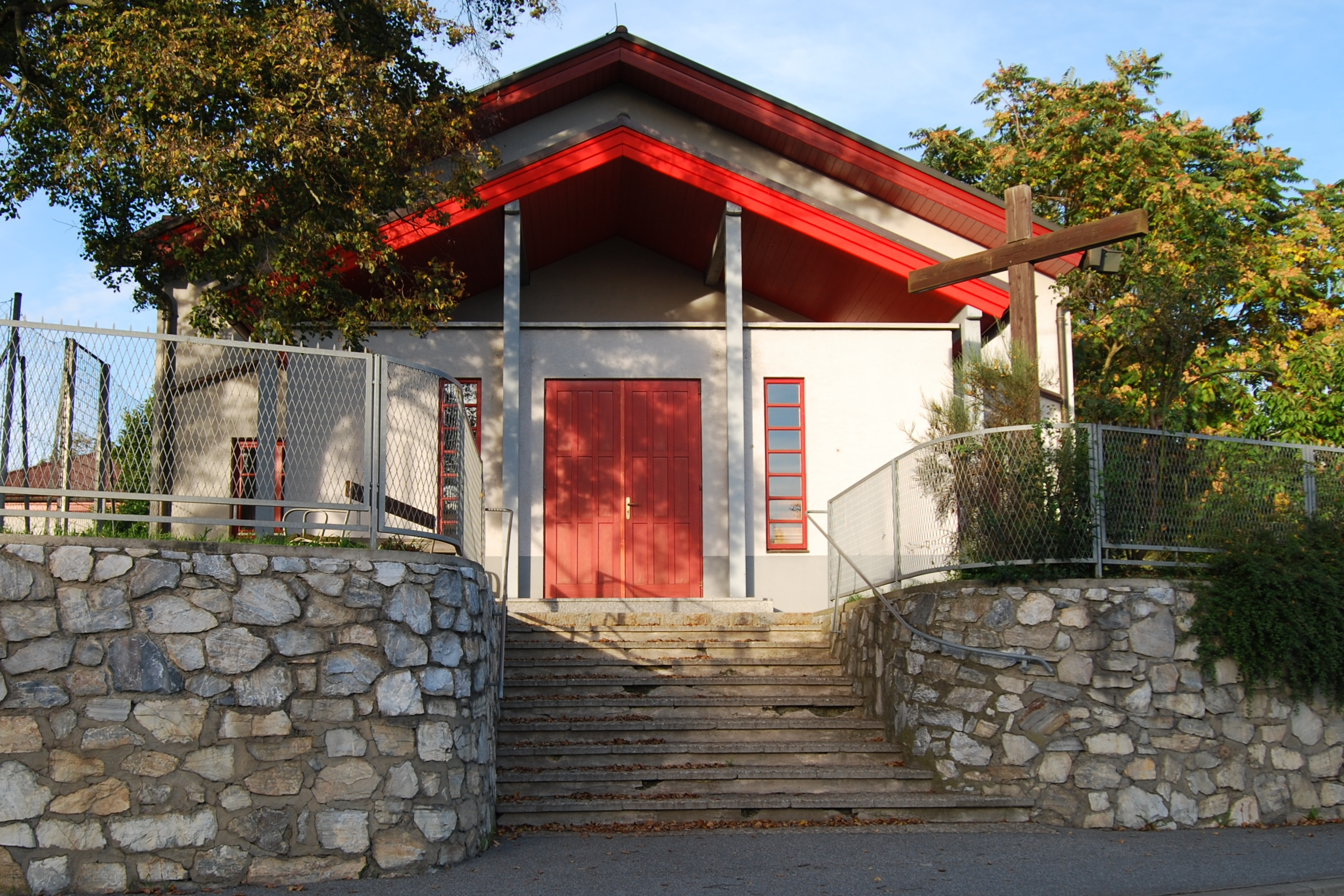
Eingang zur ehemaligen Barackenkirche in Graz Liebenau (2010)

Die Barackenkirche Graz-Liebenau ist eine ehemalige Notkirche im Grazer Stadtteil Liebenau, St.-Paulus-Platz 1. Sie wird heute als Kultur- und Begegnungszentrum genutzt. Das Gebäude steht, als eine der zwei letzten erhaltenen Barackenkirchen Österreichs, unter Denkmalschutz; die andere ist in Nöstlbach bei St. Marien, OÖ in Funktion.

## Geschichte
Die Baracke wurde 1948 unter Bemühungen von Franziska und Vinzenz Nistelberger vom Flughafen Graz-Thalerhof nach Liebenau übersiedelt und dem Patrozinium Mariä Verkündigung unterstellt. 1949 wurde Liebenau zur Pfarre erhoben, und die Notkirche diente viele Jahrzehnte als Pfarrkirche.
1984–1987 wurde in Liebenau die Pfarrkirche St. Paul erbaut und die alte Kirche ab 2006 nur mehr als Werktagskapelle benutzt.
1992 wurde sie zu einem Kultur- und Begegnungszentrum umgestaltet. Sie steht unter Denkmalschutz. Dort befindet sich noch heute ein Holzkreuz, welches 1946 von inhaftierten österreichischen Soldaten geschnitzt wurde.